# Constitutio Criminalis Theresiana

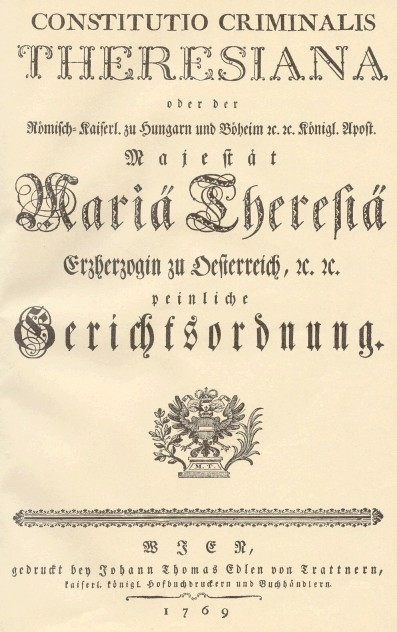
Première page de la Constitutio Criminalis Theresiana

La Constitutio Criminalis Theresiana (aussi Nemesis Theresiana ou seulement Theresiana) est un code pénal publié par l'archiduchesse Marie-Thérèse d'Autriche. Le code met en place une loi et un code de procédure pénale uniformes à tous les pays de l'Autriche et de Bohême, mais n'est pas appliquée en Hongrie.
Elle a été écrite en 1768 à Vienne et entrée en vigueur le 31 décembre, bien que le Conseil d'État et la chancellerie l'aient jugée rétrograde. Elle eut cours jusqu'en 1787, quand la réforme de la loi par Joseph II du Saint-Empire abolit totalement la torture.
Le but de la Constitutio Criminalis Theresiana était, outre l'harmonisation du droit pénal en Autriche, une tentative de Marie-Thérèse de régler et limiter les méthodes habituelles de torture à cette époque.
Le livre contient deux annexes, les "Beylagen", des dessins de détails techniques et les plans de construction d'instruments de torture. La mise en œuvre correcte de la "torture légale" est décrite avec minutie.
Les peines et leurs mises en œuvre précises sont décrites ensemble. La peine de mort comprend des méthodes d'exécution comme le feu, la décapitation, la pendaison, ainsi que la flagellation, la torture ou la mutilation. Pour les femmes, la loi prévoit la possibilité d'aggraver la peine en arrachant les seins avant l'exécution.

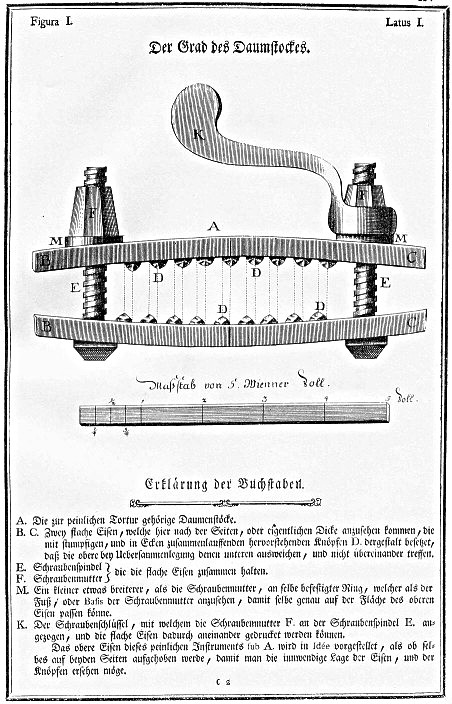
Écrasement des pouces
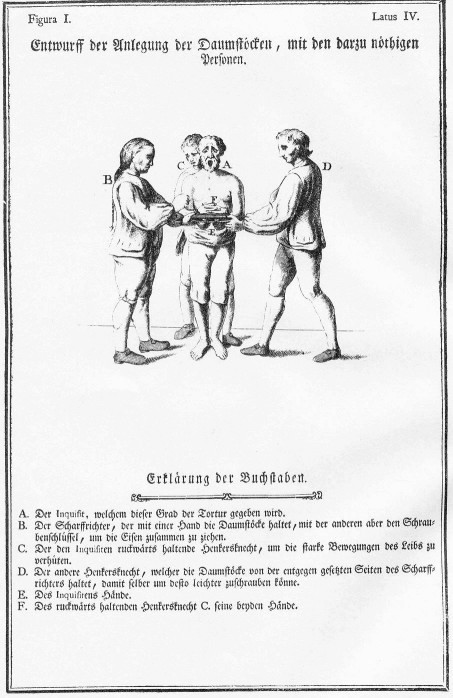
Application de l'écrasement des pouces
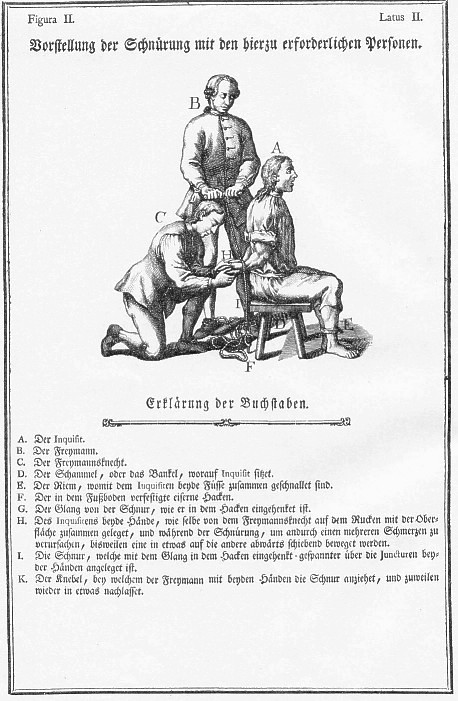
Ligotage
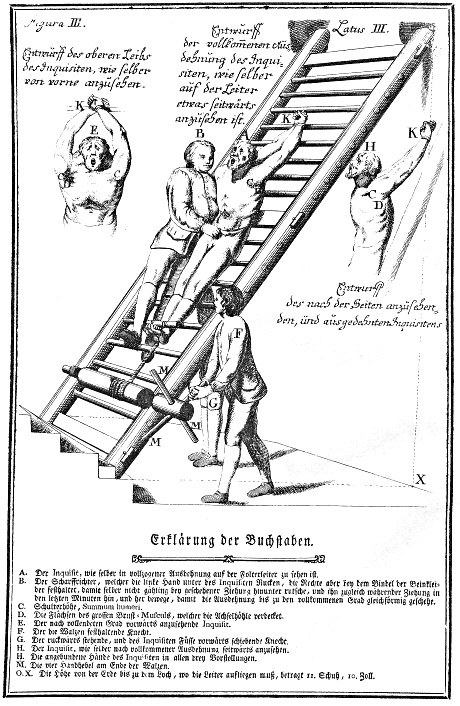
Chevalet
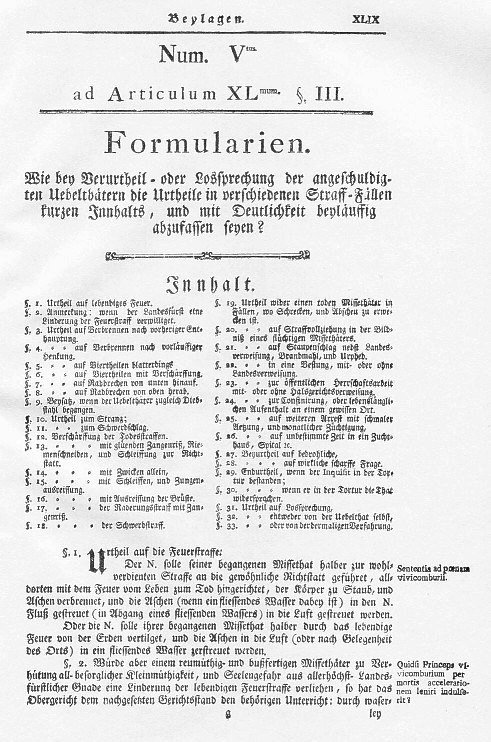
Page des formulaires
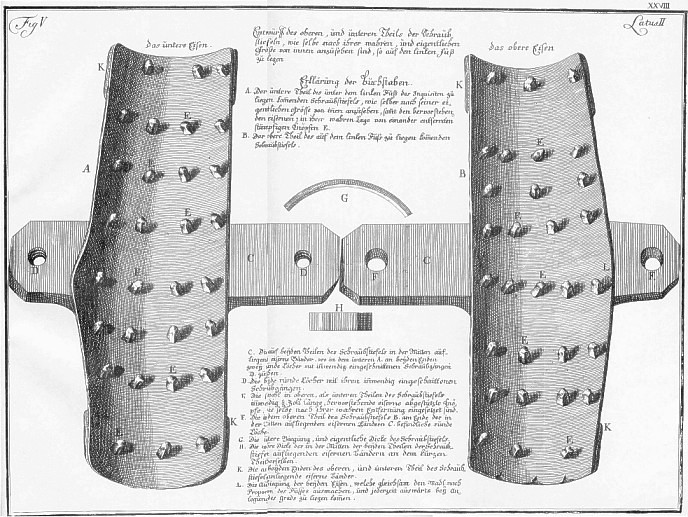
Brodequins
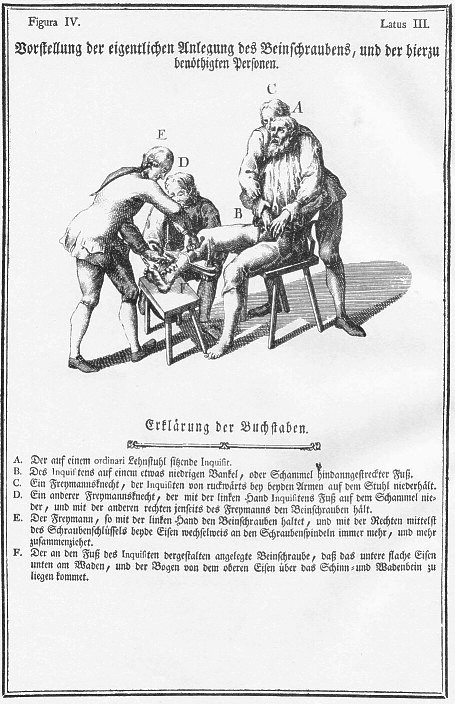
Application des brodequins
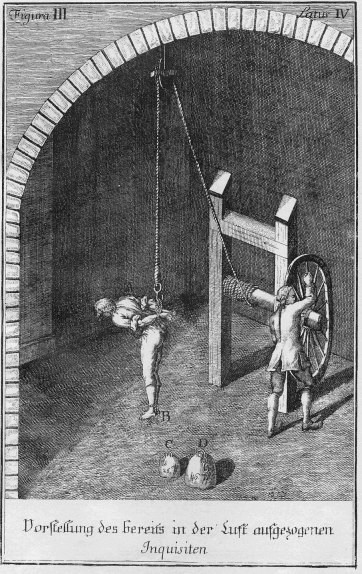
Étirement avec un treuil

## Source, notes et références
- (de) Cet article est partiellement ou en totalité issu de l’article de Wikipédia en allemand intitulé « Constitutio Criminalis Theresiana » (voir la liste des auteurs).